# Johan Adriaan Heuff (1843-1910)
Johan Adriaan Heuff, Az. (Kerk-Avezaath, 3 maart 1843 – Heerde, 16 juni 1910), beter bekend onder de pseudoniemen J. Huf van Buren, Jan van Brabant en Cosinus, was een Nederlandse auteur.

## Leven
Hij werd op 3 maart 1843 geboren te Kerk-Avezaath, waar zijn familie sinds vier eeuwen onder de inwonenden en herhaaldelijk in de regering voorkwam, als zoon van Antonie Heuff J. Az. en Dirkje Maria Anna Versteegh. Zijn beide grootvaders, Johan Adriaan Heuff en Matthias Johannes Versteegh, waren burgemeester van Zoelen geweest, de gemeente waartoe Avezaath behoorde.
Heuff genoot zijn opleiding, eerst in de kostschool van zijn woonplaats, daarna te Delft. Hij studeerde van 1861 tot 1866 aan de Academie, later Polytechnische School te Delft, maar legde zich meer op de fraaie letteren dan op de vakken van de ingenieur toe. In 1864 begon hij zijn letterkundige loopbaan met bijdragen in de Delftsche Studentenalmanak, waarvan hij later redacteur was, en verliet Delft, zonder diploma, maar met het handschrift waaruit zijn eerste roman ontstond. Na zijn studiejaren woont hij in zijn geboorteplaats. Opmerkelijk is de kracht van zijn pseudoniem J. Huf van Buren, waaronder hij zelfs lid van de Maatschappij der Nederlandse Letterkunde werd. Als Jan van Brabant is hij minder bekend. Zijn identiteit met Cosinus - onder welke naam hij het populaire werk Kippeveer schreef - is pas na zijn dood vastgesteld.

## Werk
De Kroon van Gelderland, 's-Grav. 1877; De mannen van Sint-Maarten, ald. 1882; De laatste der Arkels, 2 dln., Haarl. 1885; Hertog Adolf, 's-Grav. 1886, onmiddellijk aansluitende bij De Kroon van Gelderland; Grootheid en val, 's-Grav. 1881; In 't Harnas, Amst. 1888 en verder enige verhalen uit het dagelijks leven en van minder omvang; In 't vuur van den verkiezingsstrijd, naar Gustav Freytag, Tiel 1871; Gedenkschr. van een Burgemeester, (psd. Jan van Brabant), Amst. 1874; Langs Lahn en Dill, reisfantasieën, 2 dln., (guldensed.); Oom Frederik, (een kleine roman) Haarl. 1886; behalve verspreide artikelen over kunst, letteren en vooral toneel: het historische drama Buat, 1870; de Speculanten, blsp., 's-Grav. 1882; Elzas en Vogezen Reisherinneringen, Schoonhoven, 1890; Oom Frederik, blsp., Zutphen 1887. Onder genoemde artikelen over toneelkunst zijn de uitvoerigste die over de voorstellingen der Meiningers.